# Astra 1F
O Astra 1F foi um satélite de comunicação geoestacionário europeu construído pela Hughes, que esteve localizado na posição orbital de 44,5 graus de longitude leste, em uma órbita inclinada, e era operado pela SES Astra, divisão da SES. O satélite foi baseado na plataforma HS-601 e sua vida útil estimada era de 15 anos. O satélite saiu de serviço em outubro de 2020 e foi enviado para a órbita cemitério.

## Lançamento
O satélite foi lançado com sucesso ao espaço no dia 8 de abril de 1996, por meio de um veículo Proton-K/Blok-DM3, lançado a partir do Cosmódromo de Baikonur  no Cazaquistão. Ele tinha uma massa de lançamento de 3.010 kg.

## Capacidade e cobertura
O Astra 1F era equipado com 30 transponders em banda Ku para prestar serviços de tv direct-to-home a Europa.